# Kościół św. Antoniego Padewskiego w Turowie
Kościół św. Antoniego Padewskiego w Turowie – rzymskokatolicki kościół w  Turowie, który jest siedzibą Parafii św. Antoniego Padewskiego w Turowie.

## Historia
Kościół wywodzi się z wystawionej w pobliskim lesie w XIX wieku drewnianej kaplicy św Antoniego, wystawionej przez chłopa któremu właśnie w tym miejscu objawił się św. Antoni Padewski. W 1910 roku mieszkańcy Turowa wystawili nieopodal tego miejsca kaplicę murowaną św. Antoniego, gdzie od 1910 roku była odprawiana stale msza święta. W 1937 roku bp. Henryk Przeździecki postanowił erygować parafię w Turowie, wkrótce zaszła konieczność budowy nowego większego kościoła. Jeszcze w tym samym roku w centrum wsi staną nowy, duży kościół, który spełniał wymogi kościoła parafialnego. Kościół został erygowany dopiero w 1970 roku, przez bp Jana Mazura